# Foeniculum
Foeniculum Mill., 1754 è un genere di piante erbacee della famiglia delle Apiaceae.

## Tassonomia
Il genere comprende le seguenti specie:
- Foeniculum piperitum (Ucria) C.Presl
- Foeniculum sanguineum Triano & A.Pujadas
- Foeniculum scoparium Quézel
- Foeniculum subinodorum Maire, Weiller & Wilczek
- Foeniculum vulgare Mill.